# Saison 2025-2026 du Valenciennes FC
Dernière mise à jour : 6 Juillet 2025.
Chronologie
Saison précédente Saison suivante
La saison 2025-2026 du Valenciennes FC est la dixième saison du club en troisième division football français.
Le club évolue en National et Coupe de France.
L'équipe est dirigée par Stéphane Moulin.

## Transferts

### Mercato estival
| Nom                 | Nationalité         | Poste     | Transfert                     | Provenance/Destination   |
| ------------------- | ------------------- | --------- | ----------------------------- | ------------------------ |
| Arrivées            |                     |           |                               |                          |
| Samy Baghdadi       | France              | Attaquant | Transfert                     | FC Versailles            |
| Daou Kader Diomandé | France              | Milieu    | Transfert                     | Paris 13 Atletico        |
| Derrick Abu         | France              | Défenseur | Libre                         | Southampton FC           |
| Samir Belloumou     | France              | Milieu    | Libre                         | FC Martigues             |
| Gaëtan Courtet      | France              | Attaquant | Libre                         | USL Dunkerque            |
| Alain Ipiélé        | République du Congo | Attaquant | Libre                         | FC Martigues             |
| Justin Lacombe      | France              | Gardien   | Libre                         | Toulouse FC              |
| Loïck Landre        | France              | Défenseur | Libre                         | Corum BS                 |
| Mabrouk Rouaï       | France              | Milieu    | Libre                         | SC Aubagne AB            |
| Romain Thomas       | France              | Défenseur | Libre                         | SM Caen                  |
| Abdelwahed Wahib    | Maroc               | Défenseur | Libre                         | US Concarneau            |
| Stredair Appuah     | France              | Attaquant | Prêt                          | Palerme FC               |
| Alexi Koum          | France              | Défenseur | Prêt                          | Olympique de Marseille B |
| Jules Collet        | France              | Milieu    | Premier contrat professionnel | Valenciennes FC B        |
| Départs             |                     |           |                               |                          |
| Carnejy Antoine     | Haïti               | Attaquant | Libre                         |                          |
| Aymen Boutoutaou    | Algérie             | Milieu    | Libre                         | FC Sochaux-Montbéliard   |
| Papa Demba Camara   | Sénégal             | Gardien   | Libre                         |                          |
| Bakaye Dibassy      | Mali                | Défenseur | Libre                         |                          |
| Julien Masson       | France              | Milieu    | Libre                         | FC Sochaux-Montbéliard   |
| Byani Mpata Lama    | France              | Défenseur | Libre                         |                          |
| Nick Venema         | Pays-Bas            | Attaquant | Libre                         | FC Dordrecht             |
| Lucas Woudenberg    | Pays-Bas            | Défenseur | Libre                         |                          |
| Axel Camblan        | France              | Milieu    | Retour de prêt                | Stade brestois 29        |
| Kylian Gasnier      | France              | Milieu    | Retour de prêt                | Pau FC                   |
| Mathieu Michel      | France              | Gardien   | Retour de prêt                | AC Ajaccio               |
| Ousmane Touré       | France              | Défenseur | Retour de prêt                | LOSC Lille               |
| Daouda Traoré       | France              | Milieu    | Retour de prêt                | Southampton FC           |

### Mercato hivernal 2025
| Nom      | Nationalité | Poste | Transfert | Provenance/Destination | Division |
| -------- | ----------- | ----- | --------- | ---------------------- | -------- |
| Arrivées |             |       |           |                        |          |
|          |             |       |           |                        |          |
| Départs  |             |       |           |                        |          |
|          |             |       |           |                        |          |

## Championnat National
Le championnat National 2025-2026 est la 33e et dernière édition du championnat de France de football et la 32e sous l'appellation « National ». La division oppose dix-huit clubs en une série de trente-quatre rencontres.
La saison prochaine le championnat se nommera ligue 3 FFF TV.
Lors de cette édition, les relégués de la saison précédente, le club de La Berrichonne de Châteauroux et le Nîmes Olympique sont remplacés par le Stade briochin, le Fleury 91 et Le puy Foot 43 et les deux de Ligue 2 2024-2025, le Stade Malherbe de Caen et le FC Martigues.

### Classement

#### Évolution du classement et des résultats
| Journée  | 1 | 2 | 3 | 4 | 5 | 6 | 7 | 8 | 9 | 10 | 11 | 12 | 13 | 14 | 15 | 16 | 17 | 18 | 19 | 20 | 21 | 22 | 23 | 24 | 25 | 26 | 27 | 28 | 29 | 30 | 31 | 32 | 33 | 34 |
| -------- | - | - | - | - | - | - | - | - | - | -- | -- | -- | -- | -- | -- | -- | -- | -- | -- | -- | -- | -- | -- | -- | -- | -- | -- | -- | -- | -- | -- | -- | -- | -- |
| Rang     | 9 |   |   |   |   |   |   |   |   |    |    |    |    |    |    |    |    |    |    |    |    |    |    |    |    |    |    |    |    |    |    |    |    |    |
| Résultat | N |   |   |   |   |   |   |   |   |    |    |    |    |    |    |    |    |    |    |    |    |    |    |    |    |    |    |    |    |    |    |    |    |    |

| Légende : | V = Victoire |  | N = Nul |  | D = Défaite |

### Joueur de National du Mois
| Mois      | Vainqueurs | Équipe |
| --------- | ---------- | ------ |
| Août      |            |        |
| Septembre |            |        |
| Octobre   |            |        |
| Novembre  |            |        |
| Décembre  |            |        |
| Janvier   |            |        |
| Février   |            |        |
| Mars      |            |        |
| Avril     |            |        |
| Mai       |            |        |

#### Calendrier
| Date       | J.  | Adversaire              | Lieu               | Score | Buteurs            | Diffusion              |
| ---------- | --- | ----------------------- | ------------------ | ----- | ------------------ | ---------------------- |
| 08/08/2025 | 1re | LB Châteauroux          | Stade Gaston Petit | 0-0   |                    | FFF TV BFM Grand Lille |
| 15/08/2025 | 2e  | Le Puy Foot 43 Auvergne | Stade du Hainaut   | 2-1   | Rento Takaoka (X2) | FFF TV BFM Grand Lille |
|            | 3e  | US Orléans              |                    |       |                    | FFF TV                 |
|            | 4e  | FC Rouen                | Stade du Hainaut   |       |                    | FFF TV                 |
|            | 5e  | Stade Briochin          |                    |       |                    | FFF TV                 |
|            | 6e  | Paris 13 Atletico       | Stade du Hainaut   |       |                    | FFF TV                 |
|            | 7e  |                         |                    |       |                    | FFF TV                 |
|            | 8e  |                         |                    |       |                    | FFF TV                 |
|            | 9e  |                         |                    |       |                    | FFF TV                 |
|            | 10e |                         |                    |       |                    | FFF TV                 |
|            | 11e |                         |                    |       |                    | FFF TV                 |
|            | 12e |                         |                    |       |                    | FFF TV                 |
|            | 13e |                         |                    |       |                    | FFF TV                 |
|            | 14e |                         |                    |       |                    | FFF TV                 |
|            | 15e |                         |                    |       |                    | FFF TV                 |
|            | 16e |                         |                    |       |                    | FFF TV                 |
|            | 17e |                         |                    |       |                    | FFF TV                 |
|            | 18e |                         |                    |       |                    | FFF TV                 |
|            | 19e |                         |                    |       |                    | FFF TV                 |
|            | 20e |                         |                    |       |                    | FFF TV                 |
|            | 21e |                         |                    |       |                    | FFF TV                 |
|            | 22e |                         |                    |       |                    | FFF TV                 |
|            | 23e |                         |                    |       |                    | FFF TV                 |
|            | 24e |                         |                    |       |                    | FFF TV                 |
|            | 25e |                         |                    |       |                    | FFF TV                 |
|            | 26e |                         |                    |       |                    | FFF TV                 |
|            | 27e |                         |                    |       |                    | FFF TV                 |
|            | 28e |                         |                    |       |                    | FFF TV                 |
|            | 29e |                         |                    |       |                    | FFF TV                 |
|            | 30e |                         |                    |       |                    | FFF TV                 |
|            | 31e |                         |                    |       |                    | FFF TV                 |
|            | 32e |                         |                    |       |                    | FFF TV                 |
|            | 33e |                         |                    |       |                    | FFF TV                 |
|            | 34e |                         |                    |       |                    | FFF TV                 |

| Rang | Équipe             | Pts | J | G | N | P | Bp | Bc | Diff |
| ---- | ------------------ | --- | - | - | - | - | -- | -- | ---- |
| 4    | FC Fleury 91P      | 4   | 2 | 1 | 1 | 0 | 4  | 1  | +3   |
| 5    | Dijon FCO          | 4   | 2 | 1 | 1 | 0 | 3  | 2  | +1   |
| 6    | Valenciennes FC    | 4   | 2 | 1 | 1 | 0 | 2  | 1  | +1   |
| 7    | Paris 13 Atletico  | 3   | 2 | 1 | 0 | 1 | 2  | 2  | 0    |
| 8    | SC Aubagne Air-Bel | 3   | 2 | 1 | 0 | 1 | 3  | 4  | −1   |

## Coupe de France
La coupe de France 2025-2026 est la 109e édition de la coupe de France, une compétition à élimination directe mettant aux prises tous les clubs de football amateurs et professionnels à travers la France métropolitaine et les DOM-TOM. Elle est organisée par la FFF et ses ligues régionales.
Lors de cette édition 2026, le Paris Saint-Germain remet en jeu son titre de l'année dernière obtenu face au Stade de Reims. Par ailleurs, la formation parisienne détient le record de victoires dans cette compétition, au nombre de seize.

## Affluences

### Meilleures affluences de la saison
| Rang | Match  | Score | Journée | Date | Affluence |
| ---- | ------ | ----- | ------- | ---- | --------- |
| 1    | VAFC - | -     | J       |      |           |
| 2    | VAFC - | -     | J       |      |           |
| 3    | VAFC - | -     | J       |      |           |
| 4    | VAFC - | -     | J       |      |           |
| 5    | VAFC - | -     | J       |      |           |

## Bilan de la saison
- Premier but de la saison :
- Premier but sur penalty :
- Premier doublé :
- But le plus rapide d'une rencontre :
- But le plus tardif d'une rencontre :
- Plus grand nombre de buts marqué contre l’adversaire :
- Plus grand nombre de buts marqué par l’adversaire :
- Plus grand nombre de buts marqués dans une rencontre :
- Plus large victoire à domicile :
- Plus large défaite à domicile :
- Plus large victoire à l'extérieur :
- Plus large défaite à l'extérieur :
- Meilleur classement de la saison en National :
- Moins bon classement de la saison en National :
- Plus grande affluence à domicile :
- Plus petite affluence à domicile :

Mis à jour le 2 juin 2025.

## Statistiques
| National        | Coupe de France |
| --------------- | --------------- |
| -               | -               |
| 0V 0N 0D        | 0V 0N 0D        |
| TOTAL: 0V 0N 0D |                 |

### Bilan collectif
| Compétition     | Débute au tour | Termine | Matches joués | Gagnés | Nuls | Perdus | Buts pour | Buts contre | Différence |
| --------------- | -------------- | ------- | ------------- | ------ | ---- | ------ | --------- | ----------- | ---------- |
| Coupe de France | 5e Tour        |         | 0             | 0      | 0    | 0      | 0         | 0           | 0          |
| National        | 1re journée    |         | 0             | 0      | 0    | 0      | 0         | 0           | 0          |
| Total           |                |         | 0             | 0      | 0    | 0      | 0         | 0           | 0          |

(En italique, les joueurs partis en cours de saison)
Mise à jour le 7 juillet 2025
| N  | P | Joueur              | National | National    | National       | National | National     | Coupe de France | Coupe de France | Coupe de France | Coupe de France | Coupe de France | Total | Total       | Total          | Total  | Total        |
| N  | P | Joueur              | MJ       | But inscrit | Passe décisive | Averti   | Carton rouge | MJ              | But inscrit     | Passe décisive  | Averti          | Carton rouge    | MJ    | But inscrit | Passe décisive | Averti | Carton rouge |
| -- | - | ------------------- | -------- | ----------- | -------------- | -------- | ------------ | --------------- | --------------- | --------------- | --------------- | --------------- | ----- | ----------- | -------------- | ------ | ------------ |
| 1  | G | Jean Louchet        | 0        | 0           | 0              | 0        | 0            | 0               | 0               | 0               | 0               | 0               | 0     | 0           | 0              | 0      | 0            |
| ?  | G | Justin Lacombe      | 0        | 0           | 0              | 0        | 0            | 0               | 0               | 0               | 0               | 0               | 0     | 0           | 0              | 0      | 0            |
| 3  | D | Souleymane Basse    | 0        | 0           | 0              | 0        | 0            | 0               | 0               | 0               | 0               | 0               | 0     | 0           | 0              | 0      | 0            |
| 5  | D | Jordan Poha         | 0        | 0           | 0              | 0        | 0            | 0               | 0               | 0               | 0               | 0               | 0     | 0           | 0              | 0      | 0            |
| 29 | D | Alexandre Coeff     | 0        | 0           | 0              | 0        | 0            | 0               | 0               | 0               | 0               | 0               | 0     | 0           | 0              | 0      | 0            |
| ?  | D | Derrick Abu         | 0        | 0           | 0              | 0        | 0            | 0               | 0               | 0               | 0               | 0               | 0     | 0           | 0              | 0      | 0            |
| ?  | D | Alexis Koum         | 0        | 0           | 0              | 0        | 0            | 0               | 0               | 0               | 0               | 0               | 0     | 0           | 0              | 0      | 0            |
| 24 | D | Romain Thomas       | 0        | 0           | 0              | 0        | 0            | 0               | 0               | 0               | 0               | 0               | 0     | 0           | 0              | 0      | 0            |
| ?  | D | Abdelwaheb Wahib    | 0        | 0           | 0              | 0        | 0            | 0               | 0               | 0               | 0               | 0               | 0     | 0           | 0              | 0      | 0            |
| 13 | M | Jean-Éric Mourssou  | 0        | 0           | 0              | 0        | 0            | 0               | 0               | 0               | 0               | 0               | 0     | 0           | 0              | 0      | 0            |
| 14 | M | Sambou Sissoko      | 0        | 0           | 0              | 0        | 0            | 0               | 0               | 0               | 0               | 0               | 0     | 0           | 0              | 0      | 0            |
| 33 | M | Jules Collet        | 0        | 0           | 0              | 0        | 0            | 0               | 0               | 0               | 0               | 0               | 0     | 0           | 0              | 0      | 0            |
| 22 | M | Rémy Boissier       | 0        | 0           | 0              | 0        | 0            | 0               | 0               | 0               | 0               | 0               | 0     | 0           | 0              | 0      | 0            |
| ?  | M | Daou Kader Diomandé | 0        | 0           | 0              | 0        | 0            | 0               | 0               | 0               | 0               | 0               | 0     | 0           | 0              | 0      | 0            |
| 8  | M | Mabrouk Rouai       | 0        | 0           | 0              | 0        | 0            | 0               | 0               | 0               | 0               | 0               | 0     | 0           | 0              | 0      | 0            |
| 11 | A | Stredair Appuah     | 0        | 0           | 0              | 0        | 0            | 0               | 0               | 0               | 0               | 0               | 0     | 0           | 0              | 0      | 0            |
| 23 | A | Kylian Kouakou      | 0        | 0           | 0              | 0        | 0            | 0               | 0               | 0               | 0               | 0               | 0     | 0           | 0              | 0      | 0            |
| 19 | A | Lucas Buades        | 0        | 0           | 0              | 0        | 0            | 0               | 0               | 0               | 0               | 0               | 0     | 0           | 0              | 0      | 0            |
| 27 | A | Mathias Oyewusi     | 0        | 0           | 0              | 0        | 0            | 0               | 0               | 0               | 0               | 0               | 0     | 0           | 0              | 0      | 0            |
| 18 | A | Gaëtan Courtet      | 0        | 0           | 0              | 0        | 0            | 0               | 0               | 0               | 0               | 0               | 0     | 0           | 0              | 0      | 0            |
| 10 | A | Alain Ipiélé        | 0        | 0           | 0              | 0        | 0            | 0               | 0               | 0               | 0               | 0               | 0     | 0           | 0              | 0      | 0            |